# 白马王子

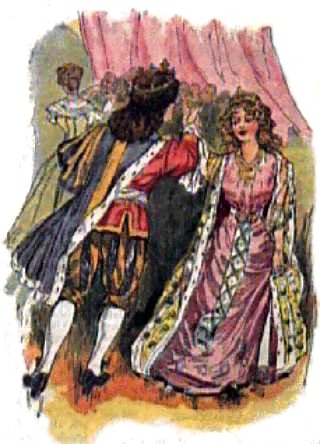
在1912年出版的一本童话故事里，白马王子遇见了灰姑娘。

白马王子是出现在一些童话故事里的一种定型角色。通常这位王子出现并解救落难少女，最为典型的就是把她从邪恶的魔法中解救出来。很多传统民间故事里的英雄人物都会被赋予白马王子的角色，这其中包括了《白雪公主》和《灰姑娘》。为了衬托女主角，这些角色一般都很英俊并且十分浪漫，但是并没有被深入刻画。在多数的情况下，他们被视为赐给女主角的奖励，而并非作为角色存在。
白马王子也用于指代少女或年轻女人理想中的英俊、富有、能干的男士。这位男士要对她一见钟情，立下决心，非她不娶；为她赴汤蹈火，克服无数的困难，终于争取到她的芳心。